# Anthony Dennis
Anthony Junior Dennis (Kaduna, 21 giugno 2004) è un calciatore nigeriano, centrocampista del Göztepe.

## Caratteristiche tecniche
È un centrocampista con caratteristiche difensive.

## Carriera
Cresciuto nella HB Academy Abuja, nel 2023 è stato acquistato dal Göztepe, club della seconda divisione turca, che lo ha assegnato alla propria formazione Under-19. Ad inizio 2024 è stato promosso in prima squadra, dove ha debuttato il 27 gennaio nell'incontro di TFF 1. Lig pareggiato 1-1 contro il Çorum. Il 24 febbraio seguente ha segnato il suo primo gol nella trasferta vinta 3-0 contro l'Adanaspor. Al termine della stagione, conclusa con la promozione in Süper Lig, ha prolungato il contratto fino al 2027.

## Statistiche

### Presenze e reti nei club
Statistiche aggiornate al 12 aprile 2025.
| Stagione        | Squadra         | Campionato      | Campionato | Campionato | Coppe nazionali | Coppe nazionali | Coppe nazionali | Coppe continentali | Coppe continentali | Coppe continentali | Altre coppe | Altre coppe | Altre coppe | Totale | Totale | Totale |
| Stagione        | Squadra         | Comp            | Pres       | Reti       | Comp            | Pres            | Reti            | Comp               | Pres               | Reti               | Comp        | Pres        | Reti        | Pres   | Reti   |        |
| --------------- | --------------- | --------------- | ---------- | ---------- | --------------- | --------------- | --------------- | ------------------ | ------------------ | ------------------ | ----------- | ----------- | ----------- | ------ | ------ | ------ |
| 2023-2024       | Göztepe         | 1L              | 15         | 2          | CT              | 0               | 0               | -                  | -                  | -                  | -           | -           | -           | 15     | 2      |        |
| 2024-2025       | Göztepe         | SL              | 25         | 0          | CT              | 4               | 0               | -                  | -                  | -                  | -           | -           | -           | 29     | 0      |        |
| Totale carriera | Totale carriera | Totale carriera | 40         | 2          |                 | 4               | 0               |                    | -                  | -                  |             | -           | -           | 44     | 2      |        |